# قرقاول‌واران
قرقاول‌واران (به لاتین: Phasianoidea) یک بالاتیره از پرندگان از راستهٔ ماکیان‌سانان است.
این بالاتیره در سال ۱۸۲۵ توسط جانورشناس ایرلندی نیکولاس ایلوارد ویگورس توصیف شد.

### تیره‌ها
این بالاتیره به سه تیره تقسیم می‌شود:
بالاتیرۀ قرقاول‌واران ویگورس، ۱۸۲۵ – ۲۲۵ گونه
- تیرهٔ مرغ شاخدار ریشنباخ، ۱۸۵۰ – ۶ گونه
- تیرهٔ بلدرچین بر جدید گولد، ۱۸۴۴ – ۳۴ گونه
- تیرۀ قرقاولان ویگورس، ۱۸۲۵ – ۱۸۵ گونه